# C/2017 T2 (PANSTARRS)

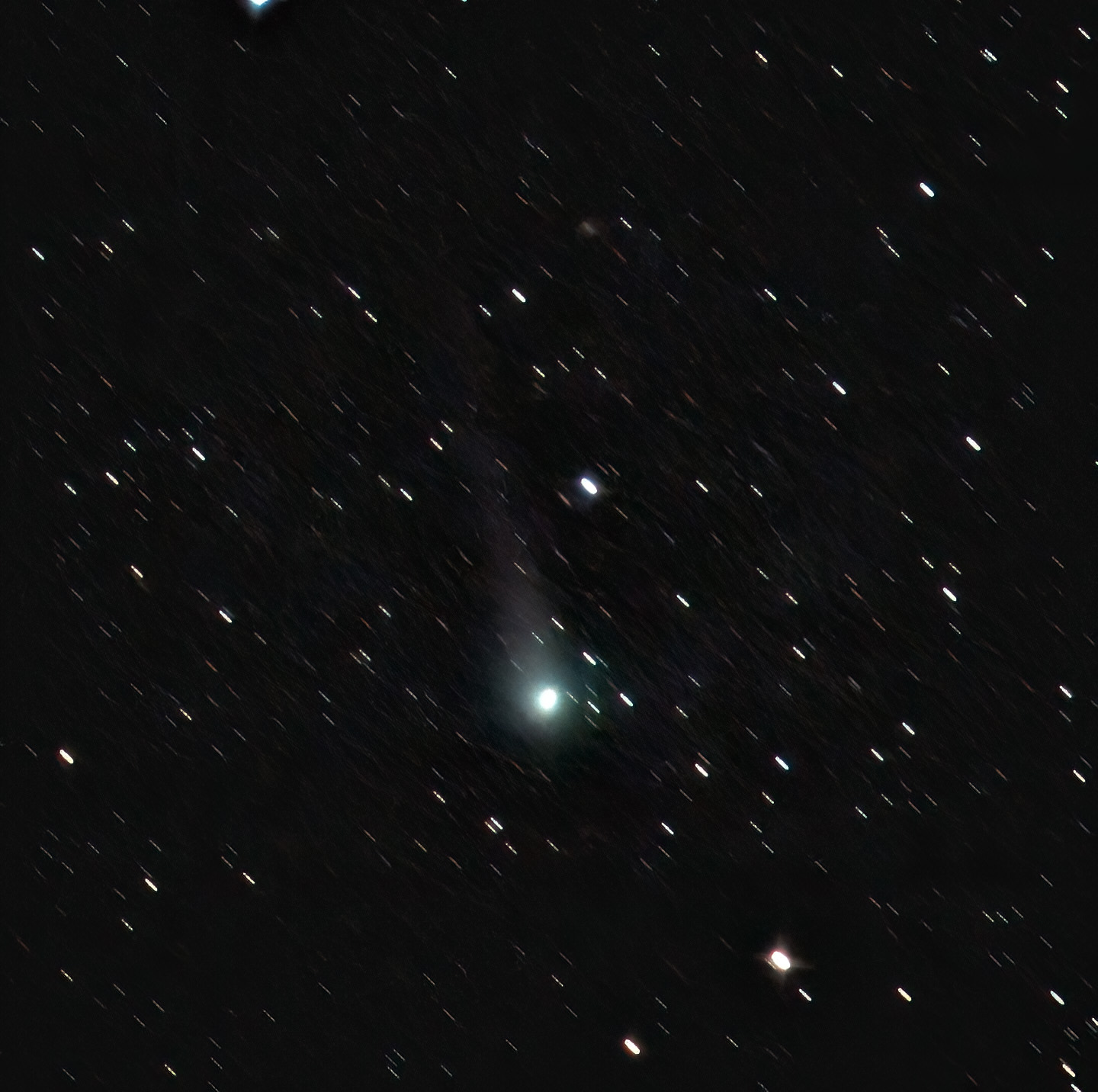
C/2017 T2 Panstarrs

C/2017 T2 (PANSTARRS) est une comète du système solaire.